# 캄보디아 프리미어 리그
캄보디아 프리미어 리그(크메르어: លីគកំពូលកម្ពុជា, 영어: Cambodian Premier League)는 캄보디아의 최상위 축구 리그로 1982년에 처음 시작되었으며 10개팀이 활동하고 있다.

## 리그 진행 방식
2022 시즌까지는 리그 우승팀이 AFC 챔피언스리그 2로 직행했지만 2023-24 시즌부터는 리그 우승팀이 AFC 챌린지리그 본선 및 아세안 클럽 챔피언십 예선 플레이오프에 직행하는 방식으로 변경되었다.

## 참가 클럽
2021 시즌
- 앙코르 타이거 FC
- 아시아 유로 유나이티드
- 보에웅 켓 앙코르 FC
- 일렉트리싯 두 캄보지 FC
- 키리봉 속 센 체이 FC
- 나가월드 FC
- 캄보디아 경찰 축구단
- 프놈펜 크라운 FC
- 프레아 칸 리치 스바이 리엥 FC
- 프레이 벵 FC
- 솔틸로 앙코르 FC
- RCAF FA
- 비사카 FC

## 역대 우승팀

### 1982–2004
| - 1982: 상무부 축구단 - 1983: 상무부 축구단 - 1984: 상무부 축구단 - 1985: 상무부 축구단 - 1986: 상무부 축구단 - 1987: 상무부 축구단 - 1988: 캄퐁참 - 1989: 상무부 축구단 - 1990: 상무부 축구단 - 1991: 도시건설부 - 1992: 도시건설부 - 1993: 상무부 축구단 | - 1994: 민간항공 - 1995: 민간항공 - 1996: 보디가드 클럽 - 1997: 보디가드 클럽 - 1998: 로얄 돌핀스 - 1999: 로얄 돌핀스 - 2000: 경찰 축구단 - 2001: 진행되지 않음 - 2002: 사마트 유나이티드 (프놈펜 크라운) - 2003: 진행되지 않음 - 2004: 진행되지 않음 |

### 캄보디아 리그 / C리그 출범 (2005~)
| - 2005: 케마라 - 2006: 케마라 - 2007: 나가 조합 (나가월드) - 2008: 프놈펜 엠파이어 (프놈펜 크라운) - 2009: 나가 조합 (나가월드) - 2010: 프놈펜 크라운 - 2011: 프놈펜 크라운 - 2012: 보에웅 켓 앙코르 - 2013: 스바이 리엥 FC | - 2014: 프놈펜 크라운 - 2015: 프놈펜 크라운 - 2016: 보에웅 켓 앙코르 - 2017: 보에웅 켓 앙코르 - 2018: 나가월드 - 2019: 스바이 리엥 FC - 2020: 보에웅 켓 앙코르 - 2021: |

## 구단별 우승 횟수
| 구단             | 우승 횟수 | 우승 연도                          |
| ---------------- | --------- | ---------------------------------- |
| 프놈펜 크라운    | 6         | 2002, 2008, 2010, 2011, 2014, 2015 |
| 보에웅 켓 앙코르 | 4         | 2012, 2016, 2017, 2020             |
| 나가월드         | 3         | 2007, 2009, 2018                   |
| 스바이 리엥 FC   | 2         | 2013, 2019                         |
| 케마라 (해체)    | 2         | 2005, 2006                         |
| 경찰 축구단      | 1         | 2000                               |